# Boris Lagutin
Boris Lagutin (n. 24 iunie 1938, Moscova, RSFS Rusă, URSS – d. 4 septembrie 2022, Moscova, Rusia) a fost un boxer ce a reprezentat Uniunea Republicilor Sovietice Socialiste, medaliat olimpic. A participat la 3 ediții ale Jocurilor Olimpice (1960, 1964, 1968) în care a câștigat două medalii de aur și o medalie de bronz.